# アッシュランド駅 (ケンタッキー州)
アッシュランド駅（英語：Ashland Station）は、ケンタッキー州アシュランド15番街99にある駅。バスに乗り換えができ、無人駅である。

## 利用可能な鉄道路線／列車
アムトラックの停車する列車は下記の通り。
シカゴとワシントン間の夜行長距離列車カーディナル号… 週3往復停車